# Sorry, Blame It on Me
"Sorry, Blame It on Me" – utwór Akona z gatunku R&B nagrany w 2007 roku oraz umieszczony na płycie Konvicted. Jej współautorem oraz producentem był Clinton Sparks. 4 sierpnia 2007 roku piosenka zadebiutowała na Billboard Hot 100 na 7. pozycji.

## Treść
Raper przeprasza w niej przede wszystkim za incydent podczas swego koncertu w jednym z klubów dla dorosłych w Trynidadzie i Tobago, gdzie zaprosił na scenę 15 letnią córkę pastora, po czym udawał z nią stosunek płciowy. Przeprasza także Gwen Stefani, jako że kontrowersje związane z Akonem przyczyniły się do zerwania kontraktu przez jednego ze sponsorów, przez co straciła 3 miliony dolarów oraz przeprasza swych synów, żonę i matkę.